# Uchida Masayasu
Uchida Masayasu (japanisch 内田 正泰; geb. 1922 in Yokosuka (Präfektur Kanagawa); gest. 12. September 2019) war ein japanischer Maler, bekannt vor allem durch seine Klebebilder.

## Leben und Werk
Uchida schloss 1943 an der damaligen Technischen Oberschule (heute Staatliche Universität Yokohama) in Yokohama seine Ausbildung als Architekt ab. Ab 1953 war er in der Presseabteilung der Firma Kanebō tätig. 1956 gründete er die Firma AD, eine Art Kunstagentur. Ab 1960 war er in der Erwachsenenbildung der Stadt Yokohama tätig. 
1971 fand seine erste Einzelausstellung in der Mitsubishi Gallery unter dem Titel „Das Herz Japans“ (Nihon no kokoro) statt, wobei er Klebebilder (貼り絵, Hari-e) ausstellte. 1973 fand in der Mitsubishi Gallery eine weitere Ausstellung statt, deren Bilder vom Verlag Kodansha publiziert wurden. Uchida wurde dabei mit dem Preis des Präsidenten des Verbandes japanischer Druckereien (日本印刷工業会長賞, Nihon insatsu kōgyō kaichō shō) ausgezeichnet.  
Es folgten weitere Preise und Publikationen, wobei Uchida später auch Wände für Schulen und Sportanlagen in Yokohama mit Bildern aus farbig gebrannten Kacheln gestaltete. 
Uchida schuf durchweg Landschaftsbilder in großflächigem Aufbau, die eher am Rande detailliert gestaltete Szenen enthielten. Die Landschaften wiesen jahreszeitlichen Bezug auf, die Szenen am Meer waren oft im Abendlicht erfasst. Ein Dauererfolg waren die von Uchida gestalteten Jahreskalender.
Seit einigen Jahren gibt es die „Uchida-Masayasu-Gedächtniskunstgalerie“ (内田正泰 記念アートギャラリー, Uchida Masayasu Kinen Āto Gyararī) in Kamakura mit ständigen Ausstellungen.